# John Gielgud

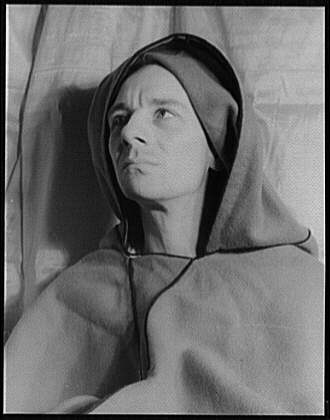
John Gielgud

Sir Arthur John Gielgud OM, CH (/ˈɡiːlɡʊd/ (n. 14 aprilie 1904, Greater London, Anglia, Regatul Unit al Marii Britanii și Irlandei – d. 21 mai 2000, Wotton House⁠(d), Anglia, Regatul Unit), cunoscut sub numele de scenă Sir John Gielgud a fost un actor și regizor de teatru englez, a cărui carieră s-a întins pe opt decade. Alături de Ralph Richardson și Laurence Olivier, acest actor de factură shakespeare-ană, a dominat scena teatrală britanică pentru cea mai mare parte a secolului 20.
Membru al familiei teatrale en  Terry, Gielgud a jucat pentru prima dată ca actor plătit în compania teatrală a vărului său, Phyllis Neilson-Terry, în 1922. După efectuarea studiilor teatrale la cunoscuta Royal Academy of Dramatic Art, a jucat în piese cuprinse în repertoriul teatral standard al timpului, iar ulterior, pe scenele teatrelor din en  West End și apoi, la cunoscutul teatru Old Vic, a fost recunoscut ca un exponent al creațiilor lui William Shakespeare, în anii 1930.
A primit numeroase recunoașteri și premii, printre care și Premiul Oscar pentru cel mai bun actor în rol secundar, în 1981, pentru rolul lui Hobson din filmul Arthur.

## Filmografie selectivă
- 1929 The Clue of the New Pin : Rex Trasmere
- 1936 Agentul secret : Edgar Brodie / Richard Ashenden
- 1954 Un caz de identitate
- 1954 Romeo și Julieta : Chorus
- 1955 Richard al III-lea : George, Duke of Clarence
- 1956 Ocolul Pământului în 80 de zile, regia Michael Anderson : Foster, fostul valet al lui Phileas Fogg
- 1957 Sfânta Ioana : contele de Warwick
- 1964 Becket, regia Peter Glenville
- 1965 Falstaff (Campanadas a medianoche), regia Orson Welles
- 1968 Sandalele pescarului : Papa bătrân
- 1968 Atacul cavaleriei ușoare : Lord Raglan
- 1968 Crimă la comandă : Curt Valayan
- 1969 Ce război minunat! : Count Leopold Von Berchtold
- 1970 Julius Caesar : Iulius Cezar
- 1973 Orizontul pierdut (Lost Horizon), regia Charles Jarrott : Chang
- 1974 Crima din Orient Express (Murder on the Orient Express), regia Sidney Lumet : dl. Beddoes
- 1974 Aur : Farrell
- 1976 Așii înălțimilor (Aces High), regia Jack Gold
- 1977 Providență : Clive Langham
- 1978 Romeo și Julieta : Chorus
- 1978 Mizerabilii : Gillenormand
- 1979 Factorul uman : Brig. Tomlinson
- 1980 Formula : Dr. Abraham Esau, Director Reich Energy
- 1980 Omul elefant : Carr Gomm
- 1981 Arthur : Hobson
- 1981 Sfinx (Sphinx), regia Franklin J. Schaffner : Abdu-Hamdi
- 1982 Gandhi, regia Richard Attenborough : E. F. L. Wood
- 1988 Întâlnire cu moartea (Appointment with Death), regia Michael Winner
- 1996 Strălucire (Shine), regia Scott Hicks : Cecil Parkes
- 1996 În căutarea lui Richard (Looking for Richard), regia 	Al Pacino
- 1998 Sabia magică (Quest for Camelot), regia Frederik Du Chau